# Шереметьевская улица (Санкт-Петербург)
Шереме́тьевская улица — улица в Московском районе Санкт-Петербурга на территории Авиагородка.
Протяжённость улицы — 1020 метров.

## География
Проходит параллельно Толмачёвской улице в юго-восточном направлении, затем изгибается на юг и идёт параллельно Пулковскому шоссе в 80 метрах от последнего. Соединяет Штурманскую улицу (являясь её продолжением) с Внуковской.

## Здания и сооружения
- дом 11:

1. гипермаркет «Лента»
2. GE Money Bank (офис «Лента-3»)

- дом 13 — ТК «Масштаб»
- дом 15 — ТРК «Пулково-3»

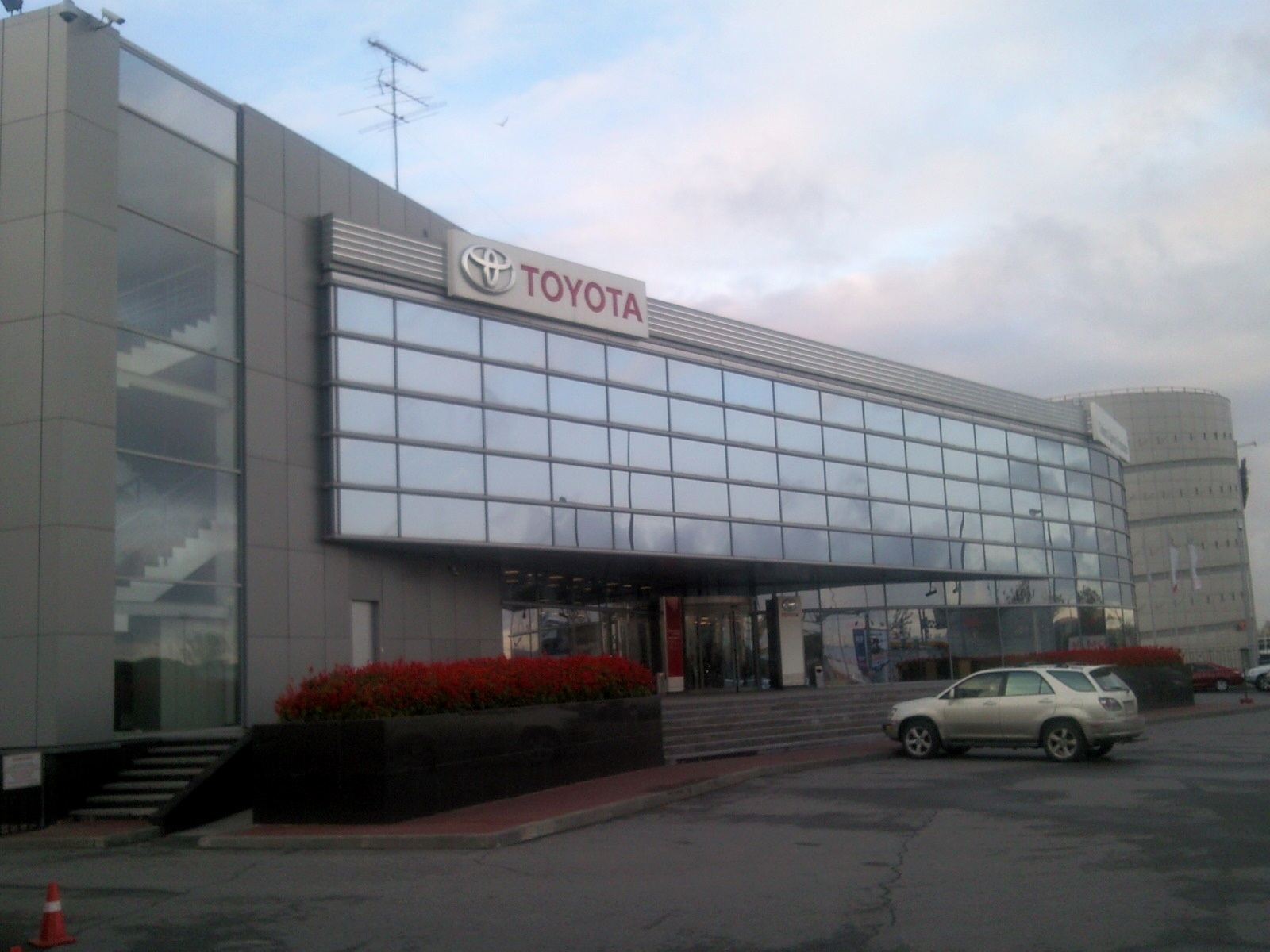
Автосаон «Toyota Centre» на Шереметьевской улице

- дом 17 — автосалоны Lexus и Toyota

## Транспорт
- Ж/д платформа «Аэропорт» (340 м)

## Пересечения
- Штурманская улица
- Стартовая улица
- Быковская улица
- Внуковская улица